# Nighttime Birds
Nighttime Birds è il quarto album della metal band olandese The Gathering, pubblicato nel 1997. La musica è stata composta dai The Gathering, tutti i testi sono stati scritti da Anneke van Giersbergen.

## Tracce
1. On Most Surfaces [Inuït]
2. Confusion
3. The May Song
4. The Earth Is My Witness
5. New Moon, Different Day
6. Third Chance
7. Kevin's Telescope
8. Nighttime Birds
9. Shrink

## Formazione

### Gruppo
- Anneke van Giersbergen – voce
- René Rutten – chitarra
- Jelmer Wiersma chitarra
- Hugo Prinsen Geerligs – basso
- Frank Boeijen – sintetizzatore, pianoforte
- Hans Rutten – batteria

### Altri musicisti
- leslie Speakers – organo Hammond